# Ciulovîci, Horodok
Ciulovîci (în ucraineană Чуловичі) este un sat în așezarea urbană Velîkîi Liubin din raionul Horodok, regiunea Liov, Ucraina.

## Demografie
Componența lingvistică a localității Ciulovîci
     Ucraineană (99,69%)
     Alte limbi (0,31%)
Conform recensământului din 2001, majoritatea populației localității Ciulovîci era vorbitoare de ucraineană (99,69%), existând în minoritate și vorbitori de alte limbi.